# 공유 세계관
공유 세계관 혹은 공유 세계는 한 명 이상의 작가(혹은 만화가)가 전체적인 프로젝트의 스토리 라인, 캐릭터, 혹은 세계와 같은 합동 제작물에 들어갈 수 있는 작품에 독립적으로 기여하는 일련의 창작 활동이다. 공상과학(SF) 같은 장르에서는 쉽게 볼 수 있다. 여러 명의 작가들이 하나의 작품을 제작하는 공동집필이나 한 번의 접점을 제외하고 작품과 캐릭터들이 독립적인 크로스오버와는 차이가 있다.
공유 세계관이라는 용어는 하나의 미디어 프랜차이즈 속, 하나의 작품 안에 나온 캐릭터, 이벤트, 그리고 장소가 다른 작품에서도 나오는 것과 같은 만화책 출판사가 만들어낸 전체적인 환경을 반영하기 위해 만화에서도 사용된다. 다양한 미디어(예. 책, 영화, 롤플레잉 게임, 등)를 통해 출판되어 각각 성장, 역사, 그리고 배경의 상황에 기여를 하는 특정한 종류의 공유 세계관은 "가상 엔터테인먼트 환경." 이라고 불린다.
이 용어는 더 넓은 의미로도 쓰였는데, 주로 "담론의 공유 세계"라는 맥락으로 비문학적 의미로써 학제간의, 혹은 사회적 공통성 전달을 위해 사용되었다.

## 정의
만화 역사가 돈 마크슈타인이 CAPA-alpha에 실린 1970년 기사에서 처음으로 이 용어를 정의했다.

### 마크슈타인의 기준
1. 등장인물 A와 B가 만났다면 그들은 같은 세계에 있는 것이다; 등장인물 B와 C가 만났다면, 추이적 관계로, A와 C는 같은 세계에 있다.
2. 등장인물들은 현실의 사람과 만나선 안된다 ㅡ 그렇지 않으면, 슈퍼맨이 존 F. 캐네디를 만났고, 케네디가 닐 암스트롱을 만났고, 그리고 암스트롱이 판타스틱 포를 만났으니 슈퍼맨과 판타스틱 포가 같은 세계에 있다고 논쟁될 수 있기 때문이다.
3. 등장인물들은 "출판자가 고안해내지 않은" 등장인물들과 만나선 안된다ㅡ 그렇지 않으면, 슈퍼맨과 판타스틱 포가 둘 다 헤라클레스를 만났으니 둘은 같은 세계에 있다고 논쟁될 수 있기 때문이다.
4. 허구화된 버전의 구체적인 특정 인물 ㅡ 예를 들어, DC 코믹스의 제리 루이스의 모험에 나오는 제리 루이스처럼 현실의 제리 루이스랑은 다른 마법의 힘을 지닌 하우스키퍼 같은 경우는 ㅡ 연결점으로 사용될 수 있다; 이는 또한 공유 창작 캐릭터들의 특정한 버전에도 적용되는데, 마블 코믹스 버전의 헤라클레스 혹은 DC 코믹스 버전의 로빈 후드가 이에 해당한다.
5. 등장인물들은 오로지 스토리상에서 함께 나타났을 경우에만 만난 것으로 간주된다.[6]

대부분의 TV 프로그램들이나 여러 만화책들과 같은 몇몇 미디어의 창작물들을 접하는 독자들은 여러 제작자가 하나의 작품에 기여하는 것을 이해하고 있고 그것이 자체적으로 공유 세계관을 만드는 것이 아니라 협동 제작의 형태를 띠고 있다는 것을 이해하고 있다. 예를 들어 은밀하게 위대하게에서 주인공 역으로 등장한 원류한(방동구)이 사랑의 불시착에 등장한 것은 공유 세계관이라기 보다는 작가들 간의 협의를 통한 카메오 출연으로 보는 것이 맞다. 이것보다 더 긴밀하게 타작품의 인물들이 연계된다면 그것이 크로스오버이다. 공유 세계관에서도 크로스오버가 일어나기는 하지만 모든 크로스오버들이 그들의 세계관의 전반적인 배경을 합일시키기 위한 의되를 가진 것은 아니고 주로 일회성에서 그치는 마케팅, 패러디, 혹은 대체 역사 시나리오를 보여주기 위해 사용된다.
초기 작품들을 집필할 때 작가들에게 있어 공유 세계 속 일관성을 확보하고 모순되는 내용을 적지 않는 것은 상당히 어려운 일일 수도 있다. 특히, 공유 세계관이 매우 크게 자라날 경우에는 더욱 그렇다. 저작자나 설정을 관리하는 회사로부터 "공식"으로 여겨지는 버전들은 캐논이라고 불린다. 모든 공유 세계관이 카논을 결정할 능력이 되거나 관심이 있는 재정단체를 가진 것은 아니며, 설령 그런 단체를 가지고 있어 그들이 결정을 한다고 해도 모든 팬들이 그들의 결정에 따르는 것은 아니다. 오히려 팬논이 세계관의 팬덤속에서 어느 정도 합의하에 공식으로 여겨질 수도 있다.
어떤 작가들은 캐논이 확실히 정립되고 세부 설정이 신뢰갈 수 있겠끔 몇몇 방법들을 사용하여 여러 저자들이 긴 시간에 걸쳐 일함에 따라 생겨난 모순과 오류를 수정할 수 있도록 한다. 그 방법들 중 하나는 "소급적 연속성(retroactive continuity)"으로 영어로는 줄여서 retconning이라고 부른다. 이를 사용함으로써 이전에 작성된 서로 상충되는 내용으로 생겨난 연속성 속 오류를 해결할 수 있다.
독자들은 이야기나 시리즈가 공유 세계관으로 통합되어서 'A 히어로 작품의 팬이 다른 히어로들의 작품을 사게 만들게끔' 한다고 느낄 경우 반감을 드러낼 수도 있다.

## 인쇄 출판물

### 소설
이미 존재하는 요소를 공유 세계관으로 확장하는 것은 TV나 영화에서 나오는 설정들에 국한되지 않는다. 예를 들어서 래리 니븐은 스스로의 부족한 군대 경험이 인류와 크진티 간의 전쟁을 충분히 설명하는데 방해가 된다고 생각하여 자신의 노운 스페이스의 설정을 다른 작가들에게 공개했다. 엘프 스터른버그가 "만약 당신이 더 많은 노운 스페이스의 글들을 원한다면 당신 스스로 써야할 겁니다."라는 니븐의 작가의 말이 실려있는 선정적인 단편 이야기를 노운 스페이스에 만들었을 때, 니븐이 다른 작가들이 설정에 관여할 수 있게 허가한 것은 상당한 논란거리가 되었다. 니븐은 그 사건을 기점으로 자신의 설정이 "제한된 상황과 허락 하에" 만 사용될 수 있도록 명시했고, 이와 같은 방법으로 인간-크진 전쟁 시리즈의 많은 저자들에게 권한을 부여했다. 이와는 다르게, 에릭 플린트 작가는 직접적으로 팬 픽션 작가들과 협동 편집과 출판을 하여 그의 1632 시리즈를 확장시켰다.
설정은 그것을 만들어낸 창작자의 죽음 이후에도 비슷한 양상으로 확장될 수도 있다, 다만 이런 사후 확장은 공유 세계관의 정확한 정의에는 부합하지 않는다. 이에 대한 예시로는 하워드 필립스 러브크래프트의 작품인 크툴루 신화를 발전시킨 어거스트 덜레스가 있으며, 이런 그의 시도는 몇몇에게는 러브크래프트의 작품과는 "완전히 다른" 것으로 간주된다. 이보다는 덜 논란이 되는 사후 확장 작품으로는 루스 플루믈리 톰프슨과 그의 후세대 작가들이 레이먼 프랜크 바움의 오즈 이야기의 속편을 만든 것, 그리고 그렉 베어, 그레고리 벤포드와 데이비드 브린이 아이작 아시모프의 파운데이션 시리즈를 더 확장시킨 예시 등이 있다.
이런 방식의 많은 출판물들은 가끔씩 발행되는 스탠드-언론 소설들과 함께 단행본 앤솔러지 시리즈의 형태를 취한다. 이와 같은 예시로는 로버트 린 아스피린의 도둑들의 세계, 캐럴린 재니스 체리의 메로빙거의 밤들 그리고 자넷 모리스의 지옥의 영웅들(소설) 등이 있다.

### 만화/만화 기반

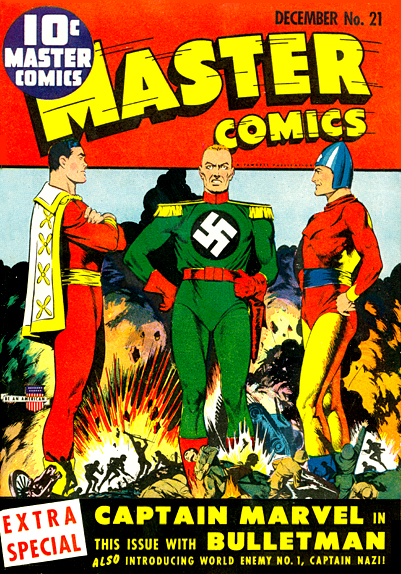
초기 예시: 캡틴 마블과 불릿맨이 힘을 합쳐 캡틴 나치에 맞서는 내용으로써, 포셋 "세계관"에 공유 연속성을 설립시켰다.

만화 업계 내에서, 공유 세계관이라는 용어는 만화 출판사에 의해 만들어진 하나의 제품 라인 속의 등장인물, 사건, 그리고 장소가 미디어 프랜차이즈 내의 또 다른 제품 라인들에 나타나는 전반적인 환경을 반영하기 위해 사용되었다.
1961년에 미술가 잭 커비, 그리고 스티브 딧코와 함께 일한 마블 코믹스의 작가이자 편집자인 스탠 리는 여러 출판자들의 만화 캐릭터들을 한데 모아 마블 유니버스를 만들었다. 마블은 자신들의 수 많은 이야기들을 대체 현실, 혹은 평행 우주를 통해 풀어내었고, 이 우주 하나하나마다 숫자를 부여하여 "멀티버스"라는 개념을 사용하였다. 또한 DC 코믹스와 마블은 주기적으로 협동 출판 시리즈들을 통해 각사의 등장인물들이 만나 상호작용하는 작품들을 내놓는다. 이런 타사작품 크로스오버는 DC 세계관과 마블 세계관이 같이 존재한다는 것을 암시하지 않기 위해 보통 어느 정도 제한된 내용의 사건들로 집필된다. 예외적으로 1996년도에 만들어진 아말감 코믹스의 메타픽션 인장이 새겨진 24개의 만화책들은 두 회사 캐릭터들의 합성체들이 존재하는 공유세계관에 대해서 다룬다. 마블은 이를 자신들의 멀티버스 중 하나로 언급하며 지구-692라고 명명하였다.
비록 DC와 마블의 만화에 대한 공유 세계관 접근법들이 그들을 해당 업계의 경쟁자들로부터 분리시켜 놨지만, 다른 회사들 또한 비슷한 모델들을 시도하였다. 발리언트 코믹스와 크로스젠은 자신들의 초안을 기반으로 하여 각각 유니티와 시길버스로 알려진 단일, 공동 출판 공유 세계관을 만들어 냈다.

## 영화와 텔레비전
영화(혹은 텔레비전) 속 세계관들은 대부분 동일한 시간선상에 있는 복합 프랜차이즈 세트 산하의 프랜차이즈로 구성되며, 각각의 프랜차이즈들은 저마다의 독립적인 이야기를 다루고 저마다 다른 등장인물 (혹은 다수의 등장인물들)에 집중하며, 제각각의 출연, 감독, 그리고 작가들을 가지는 동시에 다른 작품들과 일관적이고, 상호 충돌이 없는 연속성을 공유한다. 영화 속에서의 입지가 탄탄한 창작 세계관들은 시네마틱 유니버스라고 불리며, 텔레비전 속의 창작 세계관들은 텔레비전 유니버스라고 불린다. 하지만 대부분의 대중에게 와닿는 표현이 시네마틱 유니버스이기 때문에 보통의 경우 둘 다 시네마틱 유니버스로 부른다. 몇몇 영화와 텔레비전 유니버스들은 비디오 게임, 혹은 소설과 만화 같은 인쇄물들과 연계되며 동일한 연속성 안에서의 추가적인 공식 이야기에 대해 다루기도 한다.

### 영화

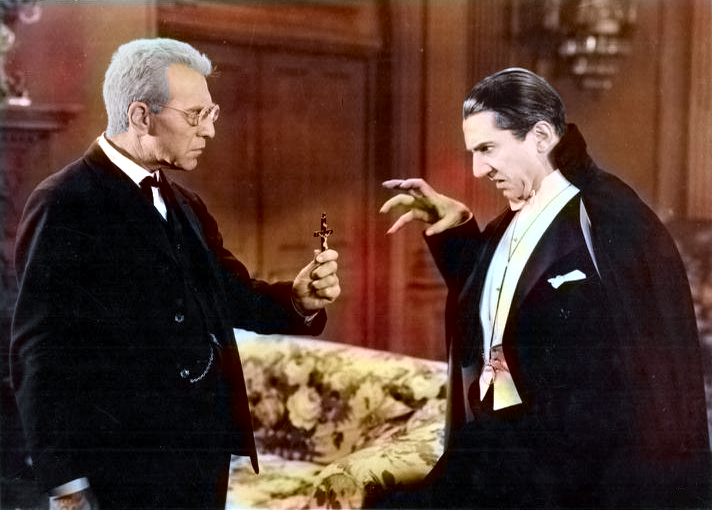
드라큘라, 프랑켄슈타인, 그리고 울프맨 같은 유니버셜 몬스터스 시리즈들은 1940년 대에 공유 세계관을 설립했다. 이후에 만들어진 영화 투명인간, 닥터 지킬과 미스터 하이드, 그리고 머미 등이 추가되었다.

초기 영화 역사에 등장한 시네마틱 유니버스로는 1931년부터 1951년까지 드라큘라, 프랑켄슈타인, 울프맨, 투명인간 등이 캐스팅과 캐릭터들을 지속적으로 변경시키며 방영된 유니버셜 몬스터스가 있다.
유니버스 내의 몇몇 영화들은 소설 기반의 영화로, 그 예시로는 이안 플레밍의 스파이 소설을 원작으로 만들어진 제임스 본드 영화 시리즈가 있다. 영화의 시리즈들은 소설 속의 몇몇 요소들을 기용했지만 내용을 직접적으로 기용하지는 않았고, 더욱이 책들이 출판된 순서와는 다른 순서로 내용을 전개했다. 영화 시리즈의 첫 편은 007 살인번호 (1962) 이고 23개의 속편을 만들어 냈다. 가장 최근의 속편은 007 스펙터 (2015)이다. 시리즈가 50년 이상 지속된 탓에 제임스 본드는 6명의 배우들에 의해 연기되었으며, 다른 조연들의 배역 또한 여러 번 교체되었다. 이에 더해, 플레밍의 소설 속 내용이 모두 영화에 반영된 후에는 오리지널 스토리가 전개되었다. 하지만, 설령 영화 내의 작가나 감독, 그리고 캐스팅이 변경되었어도, 모든 영화들은 하나의 일관적인 창작 연속성 내에 위치해 있다. 창작 세계관의 양상이 영화들 간에 유지되고 있는 것이다.
혹성탈출 영화 시리즈 또한 동일한 제목의 소설을 기반으로 제작되어 많은 창조적 자유를 반영한 시리즈이다. 혹성탈출 (1968)이라는 제목의 오리지널 영화는 현대의 (1968년 당시) 우주 비행사 조지 태일러가 유인원들이 지배하는 기묘한 행성에 착륙하는 것에 집중하며, 영화 종반에 이것이 지구의 미래의 모습인 것으로 밝혀진다. 속편 지하도시의 음모에서는 테일러를 구하기 위한 임무에 나선 브렌트에 대해 다룬다. 세 번째 영화 제3의 인류에서는 시간 여행을 보여주며 전작들에서 주인공들을 도와준 유인원 지라와 코넬리우스가 태일러의 우주선을 타고 과거로 간 내용에 집중한다. 네 번째와 다섯 번째 영화, 노예들의 반란과 최후의 생존자에서는, 지라와 코넬리우스의 아들 시저가 인간들에게 반역을 일으키는 모습을 조명하며 첫 번째 영화에서 그린 미래 지구의 모습을 보여준다. 텔레비전 시리즈와 애니메이션 시리즈들 또한 전체 서사의 일부분으로 간주한다. 시간 여행이 일어나기 전의 원래 시간선상에서 혹성탈출의 기원에 대해 다룬 내용은 프리퀼 리부트 영화 시리즈들에서 전개되며 유인원 시저가 다시 한 번 주연으로 등장해, 그의 어린 시절부터 노년까지의 이야기가 다뤄지고 어떻게 유인원들과 인간사이의 갈등이 시작되었는가가 설명된다.
스타워즈 영화 시리즈들은 조지 루카스가 자체적으로 자금을 조달하는 출판사 루카스필름에서 제작되었다. 스타워즈 (1977)로 첫 시작을 끊었으며, 두 개의 속편 제국의 역습 (1980)과 제다이의 귀환 (1983)과 함께 첫 3부작으로 일컬어지며 루크 스카이워커, 한 솔로 그리고 레아 공주의 이야기를 다룬다. 프리퀼 3부작은 보이지 않는 위험 (1999), 클론의 습격 (2002), 시스의 복수(2005)로 구성되어 시리즈를 일련의 사가로 확장시켰으며 루크 스카이워커의 부친인 아나킨 스카이워커와 첫 3부작 캐릭터들의 젊은 (혹은 어린) 역할 연기하는 배우들을 중심으로 내용을 전개시킴과 동시에 첫 3부작에서 나왔던 배우들 또한 자신의 본래 배역으로 등장했다. 텔레비전으로는 서사가 애니메이션을 통해 확장되었는데, 해당 애니메이션 영화의 제목은 스타워즈: 클론 전쟁 (2008)으로 이와 동일한 제목을 지닌 스타워즈: 클론 전쟁 (애니메이션) (2008-2014)의 원작 역할을 수행했다. 앞서 언급된 작품들에는 루카스 감독이 깊게 관여를 하였지만, 그는 2014년 이후로 스타워즈 프랜차이즈에서 손을 땠다. 루카스필름은 2014년 4월에, 현재 시점까지 발표된 작품들과 이후 발표될 모든 작품들 중에서 오로지 해당 문서의 앞 부분에서 언급된 작품들만이 공식으로 간주될 것이라고 발표했다. 스타워즈 반란군 (2014-2018)은 해당 발표 이후 처음으로 공개된 작품이다. 속편 3부작 스타워즈: 깨어난 포스 (2015), 스타워즈: 라스트 제다이 (2017), 그리고 스타워즈: 라이즈 오브 스카이워커 (2019)는 많은 원년 멤버들과 함께 새로운 등장인물들을 선보였다. 영화들의 주된 서사는 오리지널, 프리퀼, 그리고 속편 3부작으로 이뤄져 있다. 이와 함께하는 스핀 오프 영화 시리즈들, 즉 앤솔로지 영화들은 플롯 지점들과 매인 시리즈들의 캐릭터들의 이야기를 확장시킨다. 추가적으로 이 시리즈들은 비디오 게임, 만화, 그리고 소설로 확장되어 프랜차이즈에 기반한 오리지널 이야기들을 서술한다. 이것은 상상 오락 환경으로 분류되어, 어떤 미디어 형태에도 관계없이 모든 미디어 상의 콘텐츠가 영화와 동일한 연속성을 지니고 있다. 루카스필름의 "스토리 팀"이 스토리텔링 간의 조화로움을 조정하고 모든 영화들과 영화 외적인 작품들 간의 설정 구멍을 방지하며 일관성과 시너지를 공고히 한다. 스타워즈 레전드 상표는 2014년 4월 이전에 출판된, 혹은 출판 중단된 스타워즈 프랜차이즈의 모든 비공식적인 재판(再版) 작품들 (텔레비전 영화, 애니메이션 시리즈, 비디오 게임, 만화, 그리고 소설)을 나타내기 위해 사용된다. 루카스 본인 또한 레전드의 작품들을 비공식적인 것으로 간주했다. 그 이유는 해당 작품들이 그의 비전을 따르지 않음으로써 그가 영화를 통해 전하고자 하는 주제를 희석시키기 때문이라고 했다. 하지만, 이는 모든 레전드들에 해당되는 것은 아니고, 공식적인 요소들을 포함하고 있는 캐릭터들과 장소들 같은 것들은 레전드를 기원으로 한 요소들임에도 그가 직접 자신의 작품을 통해 지원하기도 했다. 루카스 이후의 작가들 또한 레전드의 요소들을 자신들의 작품 내에 차용했고, 어떨 때는 그것을 만든 원작자의 도움을 받기도 했다.
만화 원작의 영화로는 마블 코믹스에 등장하는 캐릭터에 기반한 두 개의 시네마틱 유니버스들이 있는데 이 두 개는 서로 다른 연속성을 보인다. 2000년에 첫 상영을 개시하여 슈퍼 히어로 프랜차이즈 중에서 가장 긴 역사를 보여주고 있는 엑스맨 영화 시리즈가 있고, 마블 시네마틱 유니버스의 경우 가장 많은 영화, 마블 시네마틱 유니버스 텔레비전 드라마, 그리고 영화 내용을 바탕으로 만들어져 영화와 동일한 연속성을 지닌 만화책을 제작하여 MCU 자체를 하나의 커다란 가상의 세계로 만들어 냈다. DC 확장 유니버스는 DC 코믹스의 캐릭터들이 등장하는 여러 다른 영화 시리즈들을 포함하여 동일한 연속성을 지니는 영화 프랜차이즈다.
작가이자 감독인 케빈 스미스는 그의 영화들 다수와, 만화, 텔레비전 시리즈들에 사용되는 뷰 애스큐니버스라는 창작 세계관을 만들었다. 이름은 그의 출판사, 뷰 애스큐 프로덕션에서 따왔다. (스미스가 연기한) 제이와 조용한 밥은 뷰 애스큐니버스 미디어 대부분의 미디어에 등장했고, 하나의 이야기에 등장한 인물이 다른 작품에 등장하거나 언급되곤 했다. 뷰 애스큐니버스에서 재사용되는 등장인물들, 설정들, 그리고 모티브들은 스미스의 디뷔 영화, 점원들 (1994)에서 처음 나왔다.
가장 성공한 소설 기반 영화로는 피터 잭슨이 J. R. R. 톨킨의 소설을 적극 채용하여 (특히 반지의 제왕) 감독한 호빗 (2012-2014)과 반지의 제왕 (2001-2003) 삼부작을 꼽을 수 있다. 시리즈의 첫 번 째 작품은 1937년에 출판된 호빗 (소설)이다. 이 소설은 호빗인 빌보 배긴스와 그의 조카 프로도 배긴스, 마법사 간달프와 더불어 드워프나 엘프 같은 다른 종족의 이야기에 대해 주로 다룬다. 연대기 속 영화들 사이에 일어난 일들에 대해서 다루는 비디오 게임 또한 출시되었다.
사이먼 & 가펑클의 노래 제목들을 이름으로 한 영화들을 담은 시네마틱 유니버스가 제안되어 영화 제작자들 간에 공개적인 이야기가 2017년에 오고갔다. 영화 제작자 에드거 라이트는 사이먼 & 가펑클 시네마틱 유니버스가 그의 영화 베이비 드라이버와 마크 웹의 리빙보이 인 뉴욕으로 시작할 수도 있다고 언급하였으며, 또한 So Long, Frank Lloyd Wright라는 제목의 영화 제작을 제안하기도 했다. 그후, 다른 작가, 감독, 그리고 배우들이 유니버스 속 영화들에 대한 각자의 기발한 아이디어들을 제안하였는데, 그 예시로 리안 존슨의 Keep the Customer Satisfied, 린마누엘 미란다의 Cecilia, 그리고 마크 웹과 드웨인 존슨의 I Am a Rock 등이 있다.

#### 텔레비전 속 세계관
이 항목은 연관된 영화 작품을 가지고 있지 않는 텔레비젼 프로 기반 세계관들에 대해서 다룬다. 텔레비전 시리즈들은 동일한 세계관 속 스핀 오프 시리즈들을 유발시킬 수 있는데, 이 경우 주로 원작에 등장하는 캐릭터 중 하나에 대해 중점적으로 다룬다. 미국 시트콤 치어스는 등장인물들을 중심으로 2개의 스핀 오프 시리즈, 프레이저 (시트콤)와 The Tortellis를 탄생시켰다.
텔레비전 쇼에 나오는 유명한 공유 세계관에 대한 가설로는 토미 웨스트폴 유니버스 가설이 있는데, 이 세계관은 수 백에 달하는 미국 텔레비전 시리즈가 같은 세계관을 공유할 것을 제안한다. 이는 하나의 시리즈에서 등장인물의 역할을 맡은 배우가 다른 시리즈에서 등장할 경우 그 두 개의 시리즈가 같은 공유 세계관이여야 한다는 상정을 기본 골자로 하여 만들어 진다. 이 이론의 이름은 St. Elsewhere의 최종화에서 등장하는 캐릭터 웨스트폴로부터 따왔는데, St. Eleswhere 세계관과 다른 모든 시리즈를 통틀어서 벌어진 일들이 웨스트폴의 상상이었다는 해석 때문에 이와 같은 이름이 이 이론에 붙게 되었다.
"후니버스"라고 알려진 닥터 후의 스핀 오프 미디어는 상대적으로 낮은 일관성을 지니고 있는데, 이 이유는 빅 피니쉬와 BBC, 뉴 어드벤쳐스 유니버스 소설, 혹은 닥터 후 매거진으로 출판된 세계관을 기반으로 한 소설, 그리고 다른 출판사들에 의해 라디오 드라마가 나눠진 채 제작되었기 때문이다.
텔레비전 방송국 The CW는 DC 코믹스에 등장하는 캐릭터들을 기반으로 만들어진 텔레비전 공유 세계관 애로우버스를 만들었다.

### 애니메이션 극장판과 애니메이션 시리즈
미키 마우스 유니버스의 시작은 애니메이션이 뉴스 만화로 확장되던 시기인 1930년대로 거슬러 올라간다. 비록 캐릭터들이 다른 역할이나 다른 이름으로 등장하는 경우가 빈번하였지만, 작가인 이와 같은 차이를 캐릭터들이 디즈니에 의해 배우로 "고용되는 것" 이라고 생각했다고 한다. 미키 마우스와 미니 마우스가 결혼한 것이냐, 라는 질문에 월트 디즈니는 그들이 "실제로는" 결혼 했지만, "화면 상의 배역으로서는" 이따금씩 남자친구와 여자친구 관계로 등장한다고 답했다. 미키 마우스 유니버스는 도널드 덕 유니버스를 부분집합으로써 가진다.
픽사 유니버스는 정교한 팬 이론을 기반으로 픽사의 애니메이션 영화들이 모두 같은 세계관에 있다고 주장한다. 2015년 D23 엑스포의 "픽사 비밀 공개" 코너에서는 감독 마크 앤드루스가 이 이론에 대해서 부인하였다. 또한 인사이드 아웃의 공동 감독 로디 델카르멘은 "그 많은 영화들이 모두 연관성을 가지게 하려면 우리가 어떤 회의를 해야하는지 감이라도 잡히시나요?!" 라고 더했다.(원문: Do you know what kinds of meetings we'd have to have to make sure all our movies line up?!)

## 비디오 게임과 인터넷
협동 픽션과 인터랙티브 픽션에 대한 인터넷의 영향은 많은 숫자의 아마츄어 공유 세계관 설정을 낳았다. 아마츄어 저자들이 유즈넷, 스토리 아카이브, 메일링 리스트들에 기여함으로써 공유 세계관들을 창조해 나갔다. 이렇게 만들어진 극초기의 세계관들 중 하나로 SFStory가 있다. 다른 예시로는 블라인드 피그로부터 파생된 퍼리 팬덤 테마의 이야기가 트랜스포메이션 스토리 아카이브에서 제작되었고 그 중 몇 개는 한정 출판 되었다. 다른 초기 예시들로는 다르곤 프로젝트와 데빌버니스가 있다.

## 다른 미디어
2000년도의 뮤지컬 수시컬은 같은 창작 세계관 속의 이야기들을 다루며 닥터 수스의 여럿 작품을 보여주었다.
지.아이.조와 트랜스포머 같은 해즈브로 장난감 제품들은 그들의 제조자들이 정함에 따라 해즈브로 유니버스라는 동일한 창작 세계관에 속한다.

## 같이 보기
- 세계관 (창작물)
- 미디어 프랜차이즈
- 설정
- 스핀오프